# Uloborus georgicus
Uloborus georgicus là một loài nhện trong họ Uloboridae.
Loài này thuộc chi Uloborus. Uloborus georgicus được miêu tả năm 1997 bởi Mcheidze.